# Tupac Shakur
Tupac Amaru Shakur (/ˈtuːpɑːk ʃəˈkʊər/ TOO-pahk shə-KOOR; tên khai sinh Lesane Parish Crooks; 16 tháng 6 năm 1971 –  13 tháng 9 năm 1996), thường được biết đến với nghệ danh 2Pac hay Makaveli, là một nam rapper, nhạc sĩ và diễn viên người Mỹ. Anh được coi là một trong những rapper có ảnh hưởng nhất mọi thời đại.

## Danh sách bài và album
Studio albums
- 2Pacalypse Now
- Strictly 4 My N.I.G.G.A.Z.
- Thug Life: Volume 1 (với Thug Life)
- Me Against the World
- All Eyez on Me
- The Don Killuminati: The 7 Day Theory

Posthumous albums
- R U Still Down? (Remember Me)
- Greatest Hits
- Still I Rise (với Outlawz)
- Until the End of Time
- Better Dayz
- Tupac Resurrection
- Loyal to the Game
- Pac's Life
- Shakurspeare

## Danh sách phim đã tham gia
| Năm  | Tựa                            | Vai                         | Ghi chú                                      |
| ---- | ------------------------------ | --------------------------- | -------------------------------------------- |
| 1991 | Nothing But Trouble            | Himself                     | (xuất hiện ngắn)                             |
| 1992 | Juice                          | Bishop                      | Vai chính đầu tiên                           |
| 1992 | Drexell's Class                | Chính anh                   | Season 1: "Cruisin'"                         |
| 1993 | A Different World              | Piccolo                     | Season 6: "Homie, Don't You Know Me?"        |
| 1993 | Poetic Justice                 | Lucky                       | Cùng vai chính với Janet Jackson             |
| 1993 | In Living Color                | Chính anh                   | Season 5: "Ike Turner and Hooch"             |
| 1994 | Above the Rim                  | Birdie                      | Cùng vai chính với Duane Martin              |
| 1995 | Murder Was the Case: The Movie | Sniper                      | (Uncredited). Segment "Natural Born Killaz". |
| 1996 | Bullet                         | Tank                        | Phát hành một tháng sau khi Shakur qua đời   |
| 1997 | Gridlock'd                     | Ezekiel 'Spoon' Whitmore    | Phát hành nhiều tháng sau khi Shakur qua đời |
| 1997 | Gang Related                   | Detective Rodríguez         | Vai cuối của Shakur trong điện ảnh           |
| 2003 | Tupac: Resurrection            | Chính anh                   | Phim tài liệu chính thức                     |
| 2009 | Notorious                      | Chính anh (archive footage) | Mô tả bởi Anthony Mackie                     |
| 2012 | Tupac: Genesis                 | Chính anh (archive footage) |                                              |
| 2012 | Live 2 Tell                    | Biên kịch                   | (viết năm 1995)                              |

Phim tài liệu
Cuộc đời của Shakur đã được ghi nhận trong một số phim tài liệu lớn và nhỏ.
- 1997: Tupac Shakur: Thug Immortal
- 1997: Tupac Shakur: Words Never Die (TV)
- 2001: Tupac Shakur: Before I Wake...
- 2001: Welcome to Deathrow
- 2002: Tupac Shakur: Thug Angel
- 2002: Biggie & Tupac
- 2002: Tha Westside
- 2003: 2Pac 4 Ever
- 2003: Tupac: Resurrection
- 2004: Tupac vs.
- 2004: Tupac: The Hip Hop Genius (TV)
- 2006: So Many Years, So Many Tears
- 2007: Tupac: Assassination
- 2009: Tupac: Assassination II: Reckoning
- 2017: All Eyez on Me